# Iglesia de Santo Domingo (San Cristóbal de Las Casas)
Templo de santo domingo ubicado en san cristobal de las casas "la joya arquitectónica de la ciudad" forma parte del patrimonio  cultural y natural sancristobalense.
El Templo y antiguo convento de Santo Domingo es un edificio ubicado en San Cristóbal de las Casas, México. Se trata de una de las máximas expresiones del barroco chiapaneco y sorprende por la fachada rosa de su iglesia, la cual está sobrecargada de figuras ornamentales como anagramas y sirenas y, también, angelitos indígenas y grecas vegetales, siendo una de las más decoradas del arte colonial mexicano. 

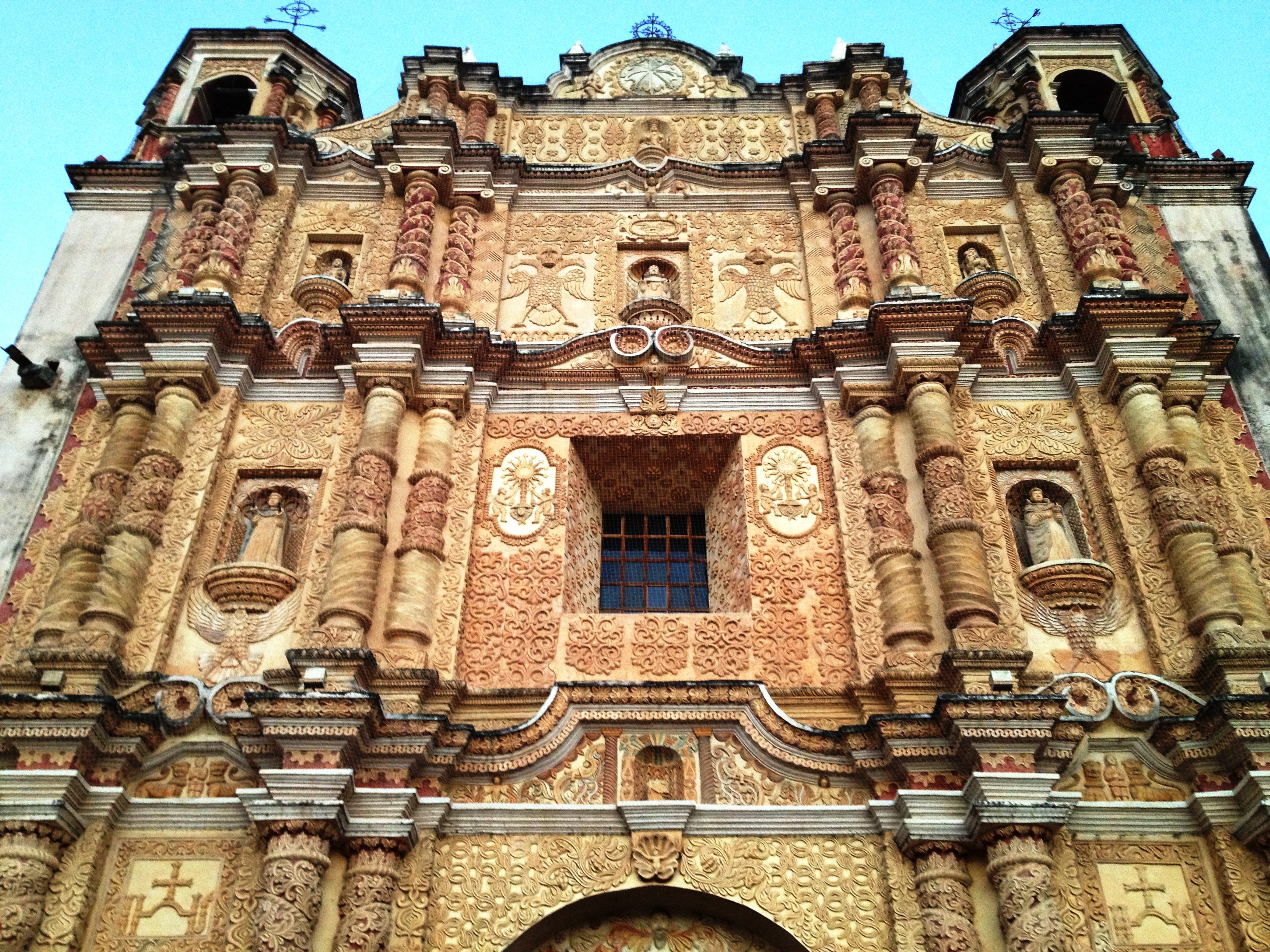
Detalle de Fachada de la Iglesia de Santo Domingo en San Cristóbal de las Casas, Chiapas.

Entre las joyas artísticas que cobija en su interior, destaca el púlpito labrado en una sola pieza de roble, los valiosos lienzos religiosos y los complejos retablos. 

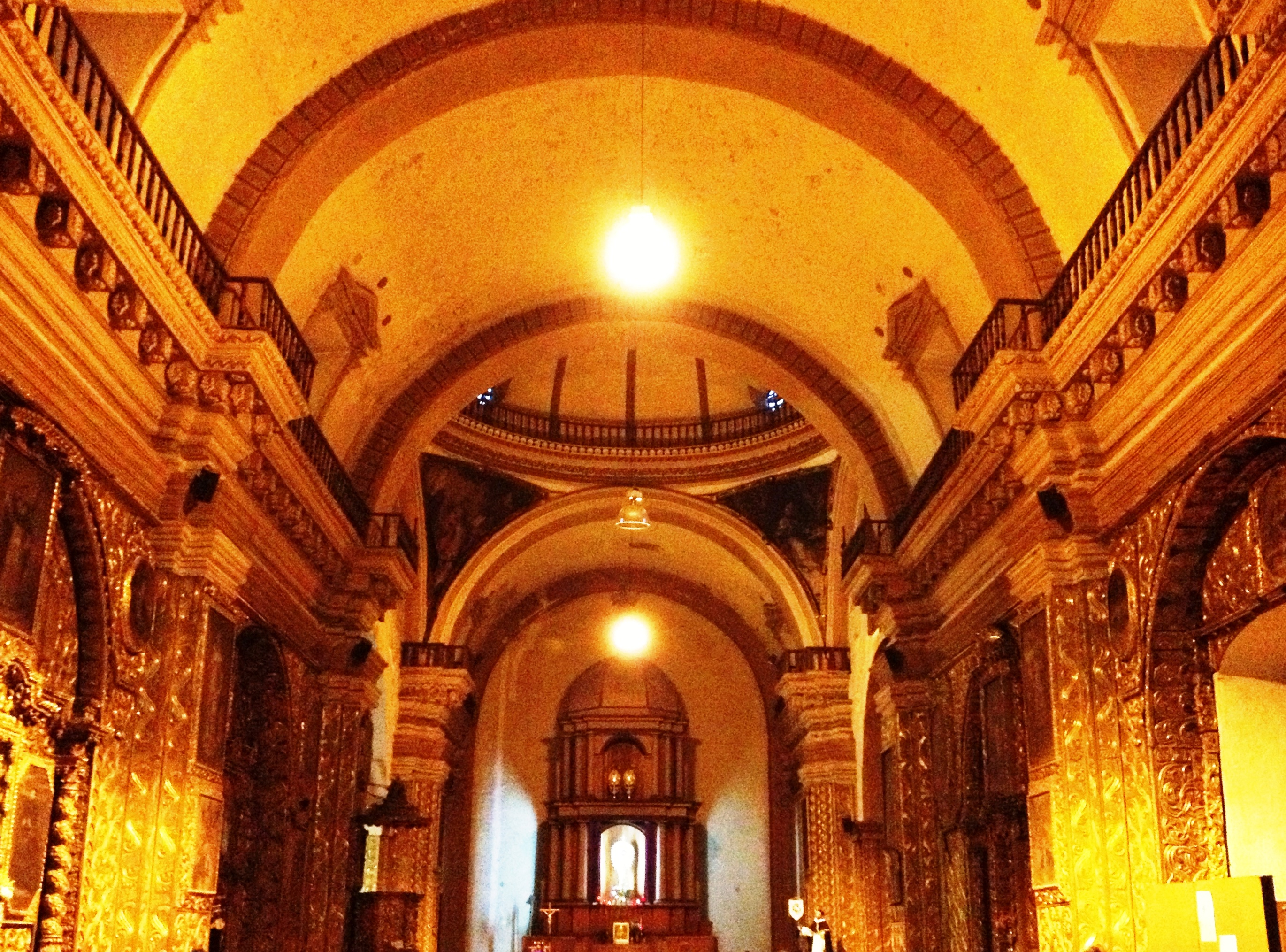
Interior de la Iglesia de Santo Domingo en San Cristóbal de las Casas, Chiapas.

El complejo religioso fue edificado en el siglo XVII. En la actualidad, en sus antiguos claustros funciona hoy una cooperativa de artesanía indígena y un museo de historia regional. Está localizado a cuatro cuadras al norte de la Plaza Central 31 de Marzo del tradicional barrio El Cerrito.
- Datos: Q5912183
- Multimedia: Santo Domingo in San Cristobal de las Casas / Q5912183